# Thericles degodea
Thericles degodea är en insektsart som beskrevs av Kevan, D.K.M. 1954. Thericles degodea ingår i släktet Thericles och familjen Thericleidae. Inga underarter finns listade i Catalogue of Life.